# Variations du développement sexuel
Les variations du développement sexuel sont des situations dans lesquelles les caractéristiques sexuelles (primaire, secondaire, chromosomique, hormonale, gonadique, anatomique) d'une personne ne correspondent pas à la norme sociale et médicale établie.

## Terminologie
Ces variations sont quelquefois qualifiées par certains professionnels de la santé ou parents d'enfant concernés de troubles du développement sexuel (TDS), ou troubles de la différenciation sexuelle,. Le terme TDS lui-même est cependant critiqué,,, la recherche ayant montré son impact négatif sur les personnes concernées et l'incidence sur le choix et l'utilisation des fournisseurs de soins de santé. 
L'Organisation mondiale de la santé et de nombreuses revues médicales mentionnent les TDS comme étant des traits ou des états intersexués. Le Conseil de l'Europe et la Commission interaméricaine des droits de l'homme ont demandé une révision des classifications médicales qui selon eux, médicalisent inutilement les traits intersexués. Un terme social et médical fréquemment utilisé pour les personnes atteintes de TDS est le mot intersexuation.

## Accompagnement
Des associations (le Collectif intersexe activiste en France ou InterAction Suisse) se positionnent contre la pathologisation des variations du développement, et agissent pour l'information des personnes intersexes et de leurs familles. En octobre 2018, l'Organisation internationale des intersexes Europe a publié un guide en plusieurs langues de soutien à destination des parents d'enfants intersexués, dont l'objectif est de rassurer les parents, les informer, dédramatiser et dépathologiser l'intersexuation.

## Type
Le tableau suivant donne un aperçu de certains chiffres de prévalence de cas d'intersexuation (liste non exhaustive). Les données statistiques ne font pas consensus.
| Type d'intersexuation (génotype)                                                                                  | Prévalence                             |
| --- | -------------------------------------- |
| Atrésie vaginale (46,XX)                                                                                          | 1/6 000 (0,017 %)[réf. nécessaire]     |
| Déficience en 5-alpha-réductase (46,XY)                                                                           |                                        |
| Dysgénésie gonadique complète (46,XY or 46,XX or 45,X/46,XY mosaïcisme)                                           | 1/150 000 (0,00067 %)[réf. nécessaire] |
| Dysgénésie gonadique mixte (45,X/46,XY mosaïcisme)                                                                |                                        |
| Hypospadias | 0,47 % des garçons                     |
| hyperplasie surrénalienne congénitale classique (46,XY or 46,XX)                                                  | 1/13 000 (0,008 %)[réf. nécessaire]    |
| Hyperplasie surrénalienne tardive (46,XY or 46,XX)                                                                | 1/10 000 (0,01 %)                      |
| Iatrogène (causé par un traitement médical, par ex. progestatif administré à une femme enceinte ; 46,XY or 46,XX) |                                        |
| Idiopathique (aucune cause médicale discernable; 46,XY or 46,XX)                                                  | 1/110 000 (0,0009 %)[réf. nécessaire]  |
| Müllerian agenesis (par exemple Syndrome de Rokitansky-Küster-Hauser; 46,XX)                                      | 1/5 000 (0,020 %)[réf. nécessaire]     |
| Non XX, XY, Klinefelter, ou Turner                                                                                | 1/1 500 à 1/2 000 (0,07-0,05 %)        |
| Syndrome de Klinefelter (47,XXY)                                                                                  | 1/1 000 (0,1 %)[réf. nécessaire]       |
| Syndrome de Stein-Leventhal                                                                                       |                                        |
| Syndrome de Turner (45,X)                                                                                         | 0,05 %                                 |
| Syndrome d'insensibilité aux androgènes complète ou partielle (46,XY)                                             | 2 à 5/100 000                          |
| Ovotestis (45,X/46,XY mosaicism)                                                                                  | 1/83 000 (0,0012 %)[réf. nécessaire]   |